# Jazovir Ivajlovgrad
Jazovir Ivajlovgrad (bulgariska: Язовир Ивайловград) är en reservoar i Bulgarien.   Den ligger i regionen Chaskovo, i den sydöstra delen av landet, 250 km sydost om huvudstaden Sofia. Jazovir Ivajlovgrad ligger 140 meter över havet. Arean är 15,0 kvadratkilometer.
I omgivningarna runt Jazovir Ivajlovgrad växer i huvudsak blandskog. Runt Jazovir Ivajlovgrad är det glesbefolkat, med 9 invånare per kvadratkilometer.